# Strzałkowice (Ukraina)
Strzałkowice – wieś na Ukrainie w rejonie samborskim należącym do obwodu lwowskiego, liczy 1208 mieszkańców, w tym ok. 75 Polaków (6,21%).
Znajduje tu się przystanek kolejowy Strzałkowice, położony na linii Sambor – Czop.
Pod koniec XIX w. wieś w powiecie samborskim.
W II Rzeczypospolitej wieś w powiecie samborskim w woj. lwowskim. W 1931 r. liczyła 1400 mieszkańców, prawie samych Polaków.
W czasie okupacji niemieckiej i sowieckiej działała tutaj silna samoobrona polska, która odstraszała OUN-UPA przed zaatakowaniem wsi. Jednak w latach 1943–1945 nacjonaliści ukraińscy zamordowali na drogach do wsi 10 Polaków. Po II wojnie światowej wielu Polaków pozostało we wsi. Część z nich wyjechała dopiero w czasie tzw. "drugiej repatriacji" w latach 1955–1956. W wiosce pozostał ks. Adam Garbacik, który w latach 1950–1955 był więziony przez władze radzieckie za "szpiegostwo na rzecz Watykanu".

## Zabytki
- kościół pw. Wszystkich Świętych - parafii Wszystkich Świętych erygowanej w 1400 r., która należała do dekanatu samborskiego. Kościół murowany, zbudowany w 1664 r. w miejsce drewnianego, konsekrowany przez biskupa płockiego i sufragana przemyskiego Ludwika Załuskiego 22 maja 1692 r., rozbudowany w 1830 r., zamknięty w 1950 r., oddany katolikom w 1989 r.[4][5]